# Pete Postlethwaite
Peter William (Pete) Postlethwaite (Warrington, 16 februari 1946 – Shrewsbury, 2 januari 2011) was een Brits acteur. Hij werd voor zijn bijrol in In the Name of the Father genomineerd voor een Oscar.

## Biografie
Postlethwaite ging op zijn 24e naar de toneelschool en bouwde na een tijd gewerkt te hebben als docent drama een film- en televisiecarrière op. Hij speelde eerst in het Engelse theatercircuit, onder meer in The Royal Shakespeare Company. Later brak hij in de VS door via tv- en filmrollen. Voor zijn acteerverdiensten werd hij in 2004 benoemd tot Officier in de Orde van het Britse Rijk.
Postlethwaite trouwde in 1987 met Jacqueline Morrish, die bij de BBC werkte. Samen met haar kreeg hij in 1989 zoon William en in 1996 dochter Lily.
Op 3 januari 2011 maakte de familie van Postlethwaite bekend dat hij op 64-jarige leeftijd was overleden aan de gevolgen van kanker.

## Filmografie
- Killing Bono (2011) - Karl
- The Town (2010) - Bloemenverkoper
- Inception (2010) - Maurice Fischer
- Clash of the Titans (2010) - Spyros
- The Age of Stupid (2009) - Archivist
- Solomon Kane (2009) - William Crowthorn
- Player (2008) - Colin
- Closing the Ring (2007) - Quinlan
- The Omen (2006) - Vader Brennan
- Valley of the Heart's Delight (2006) - Albion Munson
- Ghost Son (2006) -  Doc
- Æon Flux (2005) - Keeper
- The Constant Gardener (2005) -  Dr. Lorbeer / Dr. Brandt
- Dark Water (2005) - Veeck
- Red Mercury (2005) - Gold Commander
- Strange Bedfellows (2004) - Russell McKenzie
- The Limit (2003) - Gale
- Between Strangers (2002) - John
- Triggermen (2002) - Ben Cutler
- The Shipping News (2001) - Tert Card
- Rat (2000) - Hubert
- Cowboy Up (2000) - Reid Braxton
- When the Sky Falls (2000) - Martin Shaughnessy
- Wayward Son (1999) - Ben Alexander
- The Divine Ryans (1999) - Oom Reg Ryan
- Among Giants (1998) - Raymond
- Amistad (1997) - Holabird
- Bandyta (1997) - Sincai
- The Lost World: Jurassic Park (1997) - Roland Tembo
- The Serpent's Kiss (1997) - Thomas Smithers
- Brassed Off (1996) - Danny
- Romeo + Juliet (1996) - Vader Laurence
- Crimetime (1996) - Sidney
- Dragonheart (1996) - Gilbert of Glockenspur
- James and the Giant Peach (1996) - Oude man
- When Saturday Comes (1996) - Ken Jackson
- The Usual Suspects (1995) - Kobayashi
- Sharpe's Company (1994) - Sgt. Obadiah Hakeswill
- Sharpe's Enemy (1994) - Sgt. Obadiah Hakeswill
- Suite 16 (1994) - Glover
- In the Name of the Father (1993) - Giuseppe Conlon
- Anchoress (1993) - William Carpenter
- The Last of the Mohicans (1992) - Capt. Beams
- Waterland (1992) - Henry Crick
- Alien³ (1992) - David
- Split Second (1992) - Paulsen
- Hamlet (1990) - Player King
- Distant Voices, Still Lives (1988) - Vader
- To Kill a Priest (1988) - Josef
- The Dressmaker (1988) - Jack
- Number 27 (1988) - Becket
- A Private Function (1984) - Douglas J. Nuttol the Butcher
- Fords on Water (1983) - Winstons baas
- The Duellists (1977) - Man
- The Racer (1975) - Ecco